# Richard Crenna
Richard Donald Crenna, dit Richard Crenna, né le 30 novembre 1926 à Los Angeles, en Californie, aux États-Unis, et mort d'un cancer du pancréas le 17 janvier 2003 dans la même ville, est un acteur américain.
Il est surtout connu pour avoir incarné au cinéma l'austère mais digne et chevaleresque capitaine Collins, commandant La Canonnière du Yang-Tse, puis plus tard le colonel Samuel Trautman, le supérieur de John Rambo.
Il incarna aussi à la télévision le policier Frank Janek dans une série de téléfilms policiers à succès.

## Biographie
Il est né à Los Angeles, dans une famille d'origine italienne. Son père était pharmacien et sa mère gérante d'un des hôtels de la ville.  
Il est diplômé de l'école secondaire Belmont en 1944 et sert dans l’U.S. Army durant les derniers mois de la Seconde Guerre mondiale, de février à mai 1945, et reste dans l'armée jusqu'en août 1946.  
Une fois démobilisé, il s'inscrit à l'Université de Californie du Sud, dont il sort diplômé en littérature anglaise.  
Richard commença sa carrière à la radio et apparut dans Boy Scout Jamboree, Date With Judy et Our Miss Brooks.  
Il gère la transition vers la télévision. Quand Our Miss Brooks est déprogrammé, il change pour un autre programme de télévision, The Real McCoys.
Sa prestation dans les trois premiers opus de la saga Rambo en tant que colonel Trautman fit connaître un second souffle à sa carrière au milieu des années 1980. Le rôle du colonel Trautman lui colla tellement à la peau qu'il le parodia avec un certain humour dans la comédie Hot Shots! 2.
Le visage du colonel Roy Campbell, personnage du jeu vidéo Metal Gear Solid est basé sur lui.
Il possède une étoile sur Walk of Fame au 6714 Hollywood Boulevard.
Son fils, Richard Anthony Crenna, est aussi acteur.

## Filmographie

### Cinéma
- 1952 : Duel dans la forêt (Red skies of Montana) de Joseph M. Newman : Noxon
- 1952 : The Pride of St. Louis de Harmon Jones : Paul Dean
- 1952 : Ça pousse sur les arbres (It grows on trees) de Arthur Lubin : Ralph Bowen
- 1955 : Our Miss Brooks de Al Lewis : Walter Denton
- 1956 : Over-Exposed de Lewis Seiler
- 1965 : L'Encombrant Monsieur John (John Goldfarb, please come home) de Jack Lee Thompson : John Goldfarb
- 1966 : La Canonnière du Yang-Tsé (The Sand Pebbles) de Robert Wise : Capitaine Collins
- 1966 : Made in Paris de Boris Sagal : Herb Stone
- 1967 : Seule dans la nuit (Wait Until Dark) de Terence Young : Mike Talman
- 1968 : Start! de Robert Wise : Richard Aldrich
- 1969 : Les Naufragés de l'espace (Marooned) de John Sturges : Jim Pruett
- 1969 : Une combine en or (Midas Run) d'Alf Kjellin : Mike Warden
- 1971 : Femmes de médecins (Doctors' Wives) de George Schaefer : Dr Peter Brennan
- 1971 : Catlow de Sam Wanamaker : Marshal Ben Cowan
- 1971 : Le Déserteur (The Deserter ou La Spina dorsale del diavolo) de Burt Kennedy : Major Wade Brown
- 1972 : Un flic, de Jean-Pierre Melville : Simon
- 1973 : Les Colts au soleil (The Man Called Noon) de Peter Collinson : Ruble Noon / Jonas Mandrin
- 1976 : Le Solitaire de Fort Humboldt (Breakheart Pass) de Tom Gries : Gouverneur Fairchild
- 1978 : Le Couloir de la mort (The Evil) de Gus Trikonis : C.J. Arnold
- 1980 : Le Bateau de la mort (Death Ship) de Alvin Rakoff
- 1981 : La Fièvre au corps (Body Heat) de Lawrence Kasdan : Edmund Walker
- 1982 : Rambo (First Blood) de Ted Kotcheff : Col. Samuel Trautman
- 1984 : Le Kid de la plage (The Flamingo Kid) de Garry Marshall : Phil Brody
- 1985 : Rambo 2 : La Mission (Rambo : First blood part II) de George Pan Cosmatos : Col. Samuel Trautman
- 1985 : Les Chester en Floride (Summer Rental) de Carl Reiner : Al Pellet
- 1987 : Ces enfants-là (Kids Like These) de Georg Stanford Brown : Bob Goodman
- 1988 : Rambo 3 de Peter MacDonald : Col. Samuel Trautman
- 1989 : Leviathan de George Cosmatos : Dr Glen Thompson
- 1993 : Hot Shots! 2 de Jim Abrahams : Col. Denton Walters
- 1995 : Jade de William Friedkin : Gouv. Lew Edwards
- 1995 : Sabrina de Sydney Pollack : Patrick Tyson
- 1998 : Le Détonateur (Wrongfully Accused) de Pat Proft : Lieutenant Fergus Falls
- 2008 : John Rambo de Sylvester Stallone : Col. Samuel Trautman (flashback)

### Télévision
- 1952-1955 : Our Miss Brooks (Série TV) : Walter Benton
- 1957 : Cheyenne (série TV) : Curley Galway
- 1957-1963 : The Real McCoys (série TV) : Luke McCoy
- 1964-1965 : Slattery's People (série TV) : James Slattery
- 1971 : Thief (téléfilm) : Neal Wilkinson
- 1972 : Footsteps (téléfilm) : Paddy O'Connor
- 1973 : Assurance sur la mort (Téléfilm) : Walter Neff
- 1974 : Nightmare (téléfilm) : Howard Faloon
- 1974 : Shootout in a One-Dog-Town (téléfilm) : Zack Wells
- 1974 : Honky Tonk de Don Taylor (téléfilm) : Candy Johnson
- 1975 : A Girl Named Sooner (téléfilm) : R.J. McHenry
- 1976-1977 : All's Fair (série TV) : Richard C. Barrington
- 1977 : The War Between the Tates (téléfilm) : Professeur Brian Tate
- 1978 : Du Feu dans le ciel (A Fire in the Sky) (téléfilm) : Jason Voight
- 1978-1979 : Colorado (Centennial) (série TV) : Colonel Frank Skimmerhorn
- 1978 : Barghast : Les chiens de l'enfer (en) (Devil Dog: The Hound of Hell) (Téléfilm) : Mike Barry
- 1979 : Mieux vaut tard que jamais (Better Late Than Never) (téléfilm)
- 1980 : Fugitive Family (téléfilm) : Brian Roberts / Matthews
- 1981 : Body Heat (téléfilm) : Edmund Walker
- 1981 : The Ordeal of Bill Carney (téléfilm) : Mason Rose
- 1982 : The Day the Bubble Burst (téléfilm) : Jesse Livermore
- 1982-1983 : It Takes Two (série TV) : Dr. Sam Quinn
- 1984 : Passions (téléfilm) : Richard Kennerly
- 1985 : The Rape of Richard Beck (téléfilm) : Richard Beck
- 1985 : Méprise  (Doubletake) (Téléfilm) : Frank Janek
- 1986 : The High Price of Passion (téléfilm) : William Douglas
- 1988 : Police des polices (Internal Affairs) (téléfilm) : Frank Janek
- 1990 : Meurtre en noir et blanc (Murder in Black and White) (téléfilm) : Frank Janek
- 1990 : Meurtre x 7 (Murder Times Seven) (téléfilm) : Frank Janek
- 1991-1992 : Pros and Cons (série TV) : Mitch O'Hannon
- 1992 : Les Visiteurs de l'au-delà (Téléfilm) : Dr. Neil Chase
- 1992 : Meurtres sur la voie 9 (Terror on Track 9) (téléfilm) : Frank Janek
- 1993 : A Place to be loved (téléfilm) : George Russ
- 1994 : Analyse d'un meurtre (The Forget-Me-Not Murders) (téléfilm) : Frank Janek
- 1994 : Jonathan Stone: Threat of Innocence (téléfilm) : Jonathan Stone
- 1994 : Coulisses d'un meurtre (Janek: The Silent Betrayal) (téléfilm) : Frank Janek
- 1995-1996 : JAG (série TV) : Le père d'Harm
- 1996 : Texas Graces (téléfilm) : Virgil Grace
- 1997 : Secrets de famille (Deep Family Secrets) : Clay Chadway
- 1997 : Cold Case (téléfilm) : Host
- 1999 : La Vie à tout prix (Chicago Hope) (série TV) : Dr. Martin Rockwell
- 1999 : Au service de la loi (To Serve and Protect) (mini-série) : Howard Carr
- 2000-2002 : Amy (Judging Amy) (série TV) : Jared Duff
- 2000 : Arabesque (série TV) (téléfilm le pacte de l'écrivain (A story to die for)) : Brent
- 2000 : By Dawn's Early Light (téléfilm) : Ben Maxwell
- 2001 : The Day Reagan Was Shot (téléfilm) : Ronald Reagan
- 2003 : Out of the Ashes (en) (téléfilm) : Jake Smith

## Série de films principale
- 1982 : Rambo (First blood), de Ted Kotcheff : Col. Samuel Trautman
- 1985 : Rambo 2 : La Mission (Rambo : First blood part II), de George Pan Cosmatos : Col. Samuel Trautman
- 1988 : Rambo 3, de Peter MacDonald : Col. Samuel Trautman
- 2008 : John Rambo de Sylvester Stallone : Col. Samuel Trautman (flashback)
- 2019 : Rambo: Last Blood d'Adrian Grunberg : Col. Samuel Trautman (image de synthèse dans le passé de Rambo)

## Voix françaises
| - Jean-Claude Michel (*1925 - 1999) dans : - Star! - Les Colts au soleil - Colorado (mini-série) - Le Viol de Richard Beck (téléfilm) - Ces enfants-là - Janek (téléfilms) - Hot Shots! 2 - Secrets de famille (téléfilm) - Marc Cassot (*1923 - 2016) dans : - Les Naufragés de l'espace - Femmes de médecins - La Fièvre au corps - Le Fils de Rambow - Gabriel Cattand (*1923 - 1997) dans : - Rambo - Rambo 3 - Leviathan - Jade | - Jacques Dacqmine (*1923 - 2010) dans : - La Canonnière du Yang-Tsé - Seule dans la nuit - Edmond Bernard (*1921 - 1994) dans : - Le Couloir de la mort - Du Feu dans le ciel (téléfilm) et aussi - Dominique Paturel (*1931 - 2022) dans Catlow - Jean Berger (*1917 - 2014) dans Un flic - Jean-Claude Balard (*1935 - 2022) dans Le Solitaire de Fort Humboldt - Jacques Ferrière (*1932 - 2005) dans Le Kid de la plage - Pierre Hatet (*1930 - 2019) dans Rambo 2 : La Mission - Michel Paulin dans Les Chester en Floride - Michel Ruhl (*1934 - 2022) dans Sabrina - Gérard Rinaldi (*1943 - 2012) dans Le Détonateur - Jacques Richard (*1931 - 2002) dans Amy (série télévisée) |